# Mehboba Ahdyar
Mehboba Ahdyar (Kabul, 1988 of 1989) is een Afghaanse atlete. Ze zou meedoen aan de 1500 en 3000 m op de Olympische Spelen van 2008, waar ze de enige vrouwelijke Afghaan was.

## Biografie
Ahdyar komt uit een gezin dat woonachtig is in een lemen huis in een van de armste delen van Kabul. Ze zou 1500 meters hebben gelopen in ongeveer 4.50 en in Afghanistan verschillende wedstrijden hebben gewonnen, maar de Spelen in Peking zouden haar eerste toernooi buiten haar geboorteland worden. Ze verscheen er echter nooit aan de start.
Ahdyar verdween voor de Spelen uit een trainingskamp in Formia, Italië, naar alle waarschijnlijkheid voor het aanvragen van asiel. Aanvankelijk was onbekend, waar zij verbleef. Op 10 juli 2008 werd echter bekend, dat zij onderweg was naar Noorwegen om daar asiel aan te vragen.
Volgens de Afghaanse ambassade in de Verenigde Staten werd Ahdyar, terwijl zij trainde voor de Olympische Spelen, dagelijks bespot door haar conservatievere buren, werden er gemene geruchten over haar karakter verspreid en ontving zij zelfs doodsbedreigingen van extremisten.
Mehboba Ahdyar had het voornemen geuit om tijdens haar wedstrijden haar hoofddoek te blijven dragen. "Ik zal mijn hoofddoek in China als ik hardloop niet afdoen, want het is een symbool van moslimvrouwen."
Het is onbekend, of Noorwegen de asielaanvraag van Ahdyar ook daadwerekelijk heeft gehonoreerd.